# Doliotechna
Doliotechna é um gênero de traça pertencente à família Agonoxenidae.